# Le Sourire du clown
Pour l’article homonyme, voir Le Sourire du clown (film).
Le Sourire du clown est une trilogie de bande dessinée scénarisée par Luc Brunschwig, dessinée et mise en couleurs par Laurent Hirn et publiée chez Futuropolis.

## Synopsis
La Cité des Hauts Vents, cité de province, plus personne ne veut venir depuis un meurtre accidentel il y a 10 ans. Et pourtant la vie suit tant bien que mal son cours. Entre spectacle de cirque et misère ordinaire le calme est trop calme...

## Albums
La série se décline en trois albums.
- Tome 1 (2005)
- Tome 2 (2007)
- Tome 3 (2009)

### Documentation
- Philippe Guillaume, « La banlieue en cases », Les Échos,‎ 25 novembre 2005.
- Daniel Couvreur, « Des banlieues où l'on assassine même les clowns », Le Soir,‎ 16 décembre 2005.
- Gilles Ratier, « Plus de lectures du 30 novembre 2009 : Le Sourire du clown », sur BDZoom, 30 novembre 2009.
- Mickaël Géreaume, « Le sourire du clown (intégrale) », sur Planète BD, 13 mai 2013.